# 顏雄
顏雄 （1920~1989），香港警察隊刑事偵緝處前探長，於1972年，轉任警署警長。後來於1977年成為通缉犯，最後逃亡泰國。呂樂、韓森、顏雄、藍剛合稱「四大探長」。

## 生平
顏雄於1941年香港保衞戰後加入香港警隊，曾追隨同為潮汕人的呂樂，在九龍城區任職時受到賞識，獲得呂樂的拔擢，此外，顏雄對九龍城寨的毒犯猶為熟悉，後來顏雄不但貪污，自己也是販毒集團的一份子。
總督特派廉政專員公署於1974年成立後2年內，查出了警察队內20多个贪污集团，期間数名警司被拘捕。廉政公署調查得知販毒集團在1975年3月開始在油麻地果欄一帶崛起，並且開始販賣毒品。当时駐守油麻地警署的颜雄意識到大限將至，以旅遊之名出境外逃，廉政公署隨後亦於1977年1月24日發出通缉令。

## 影視媒體形象
| 年份   | 片名                           | 演員   |
| 1991年 | 《四大探長》                   | 李子雄 |
| 1991年 | 《五億探長雷洛傳》             | 秦沛   |
| 1991年 | 《五億探長雷洛傳II之父子情仇》 | 秦沛   |
| 1991年 | 《夜生活女王霞姐傳奇》         | 秦沛   |
| 1991年 | 《香港奇案之黑錢年代》         | 楊澤霖 |
| 1992年 | 《庙街十二少》                 | 劉江   |
| 1992年 | 《藍江傳之反飛組風雲》         | 秦沛   |
| 2000年 | 《影城大亨》                   | 徐二牛 |
| 2001年 | 《縱橫天下》                   | 何家駒 |
| 2017年 | 《追龍》                       | 湯鎮業 |
| 2019年 | 《荷里活有個大老千》           | 湯鎮業 |
| 2020年 | 《追龍番外篇之十億探長》       | 周俊偉 |
| 2023年 | 《追龍番外篇之龍爭虎鬥》       | 李嘉   |
| 2023年 | 《風再起時》                   | 譚耀文 |